# 金銅重弘
金銅 重弘（こんどう しげひろ、1954年8月9日 - ）は、チョーヤ梅酒株式会社代表取締役社長。和歌山大学経済学部卒業。チョーヤ梅酒創業者金銅住太郎の孫、2代目社長金銅和夫の子。

## 経歴
- 1954年 大阪府羽曳野市に生まれる。
- 1979年 和歌山大学経済学部卒業。[1]
- 1979年 シャープ株式会社入社。[1]
- 1983年 蝶矢洋酒醸造株式会社（現：チョーヤ梅酒株式会社）入社。 [1]
- 1996年 同取締役海外事業部長に就任。
- 2007年 同代表取締役社長に就任。[1]

## テレビ番組
- 日経スペシャル カンブリア宮殿 梅酒で日本の夏を元気に！ 進化を続ける最強田舎企業の全貌（2020年8月13日、テレビ東京）- チョーヤ梅酒社長 金銅重弘出演[2]。